# Edificio Cóndor
El Edificio "Cóndor" es la sede del Jefe del Estado Mayor General (JEMGFA) de la Fuerza Aérea Argentina. Se localiza en la Av. Pedro Zanni de la Ciudad de Buenos Aires. Fue inaugurado en 1968.

## Historia
Fue construido como sanatorio para la Unión Tranviarios Automotor (UTA) en la década de 1950, durante la presidencia de Juan Domingo Perón, un momento en que los sindicatos crecieron tanto en número de afiliados como en poder. El Gobierno de Perón fue derrocado en 1955, año en que la estructura de hormigón fue dejada inconclusa por falta de fondos. Luego pasó a manos de la Fuerza Aérea Argentina, que la destinó para la sede de la Secretaría de Aeronáutica.
El proyecto arquitectónico y la construcción estuvieron a cargo de la firma Ingenieros Martínez Construcciones S. A., y las obras fueron dirigidas por la Dirección de Infraestructura de Aeronáutica. El proyecto tuvo el objetivo de concentrar alrededor de 25 dependencias de la Fuerza Aérea que hasta ese momento se encontraban dispersas en 36 inmuebles alquilados, incluyendo el Servicio Meteorológico Nacional y la Dirección Nacional de Aviación Civil.
El Edificio Cóndor fue finalmente inaugurado el 4 de noviembre de 1968 en un acto con presencia del dictador Juan Carlos Onganía, y llegó a alojar al Estado Mayor General de la Fuerza Aérea y a los cuatro comandos (de Operaciones Aéreas, de Personal, de Material y de Educación). La Jefatura del Estado Mayor General de la Fuerza Aérea se encuentra instalada en el Edificio Libertador, sede del Ministerio de Defensa, del Estado Mayor General del Ejército y del Estado Mayor Conjunto. El Edificio Cóndor es la sede de la Subjefatura del Estado Mayor, la Secretaría General, la Inspectoría General y las Direcciones Generales de Aeronavegabilidad Militar, de Material, de Personal, de Educación, de Intendencia, del Cuartel General y del Comando de Adiestramiento y Alistamiento de la Fuerza Aérea. 

## Descripción
El Edificio Cóndor se caracteriza por su aspecto y su forma llamativa. Está compuesto de dos grandes volúmenes: un basamento de 9 m de altura y tres plantas, que ocupa la totalidad del terreno (superficie de alrededor de 10 000 m²); y una torre de siete pisos con planta en forma de estrella de tres puntas que llega a los 44 metros de altura. Además, otros dos volúmenes sobresalen del basamento, con cuatro pisos de altura. 
Estas dos partes bien diferenciadas fueron tratadas para distinguirlas, con fachadas revestidas de distinta manera: el basamento posee un muro cortina de vidrio, y la torre está cubierta de losetas premoldeadas. En el nivel de transición de una a la otra hay una planta totalmente vidriada en donde se instaló el comedor.
La planta baja está decorada con murales realizado por el croata Šime Pelicarić.
Los interiores fueron pensados para dividirse mediante paneles modulares, con el objetivo de facilitar las modificaciones en caso de que cambiara el uso necesario para un sector del edificio. En total, suman más de 22 000 m² de superficie.
Durante el Gobierno del Proceso de Reorganización Nacional, el 5 de diciembre de 1980 el extremo de un ala completa del Edificio Cóndor se derrumbó de manera abrupta. Murieron 17 personas, y se concluyó que la causa había sido que el terreno donde fue construido está compuesto por tierras ganadas al Río de la Plata mediante el relleno costero.[cita requerida]
En 2013 en el edificio hallaron documentos de la Junta Militar que se mantuvieron ocultos durante 30 años con actas de 280 reuniones secretas con discusiones sobre cómo seguir en el poder hasta 1998, la apropiación de Papel Prensa, listas negras y desaparecidos.